# Tomás Balcázar
Tomás Balcázar, född 4 maj 1931 i Guadalajara i Jalisco, död 26 april 2020 i Guadalajara, var en mexikiansk fotbollsspelare. Han spelade under sin karriär för CD Guadalajara och Mexikos landslag. Han var morfar till Javier Hernández.